# Jan Westendorp
J.D. (Jan) Westendorp (30 september 1946) is een Nederlandse politicus voor de Volkspartij voor Vrijheid en Democratie (VVD).
Hij was wethouder in Velsen voor hij in januari 2001 burgemeester van Zevenhuizen-Moerkapelle werd. Ruim vier jaar later volgde zijn benoeming tot burgemeester van de Overijsselse gemeente Losser. Op 1 september 2011 ging hij daar met pensioen.